# 施思
施思（1953年10月24日—），本名雷秋施，出生於台灣桃園平鎮，籍貫湖南临武，香港邵氏電影公司著名女性武打演員。1980年起回台發展，1989年後息影，多年來往返於台灣、香港與中國大陸，以居士身分受邀佛學演講。

## 生平
- 施思，本名雷秋施，1953年10月24日出生於台灣中壢。[2]
- 從小即學習民族舞蹈、芭蕾與各國土風舞，身段柔軟，表現出色，經常代表學校參加比賽，獲獎無數。
- 1969年，施思以十五歲之稚齡，考入香港邵氏電影公司，並與之簽約，赴港發展。邵氏電影公司對其寄予厚望，希冀培養出俠女鄭佩佩的接班人。也因此，施思在邵氏的十年間，所有作品幾乎都以武俠片居多。
- 由於自幼學習各種風格舞蹈之故，施思拍起武俠片，動作渾然天成、身段優美流暢、俠女架勢十足，在邵氏期間，為當時一線女星。
- 1979年後，與邵氏約滿，施思選擇自由拍片，不再綁約。[3]1980年前後，她亦有選擇回台灣接拍不少電影。
- 1983年起，武俠片類型電影式微，施思開始接拍台灣老三台的單元劇，其小螢幕的戲劇生涯由此展開。
- 1985年，台灣著名電視劇製作人周遊重金禮聘施思與爾冬陞搭擋，電影明星身段、俊男美女組合，主演中國電視公司周日八點檔武俠劇《飛燕驚龍》，在當時造成收視風潮，尤以施思女扮男裝模樣最為人稱道。[4]之後，施思所主演之《迷情》、《珍珠傳奇》等都為中國電視公司八點檔連續劇，施思表現亦不俗。
- 1987年，施思在中視綜藝節目《黃金拍檔》主演短劇單元〈施思夫人〉，施思飾演的主角「施思夫人」主持虛構的婦女節目《婦女時間》，《黃金拍檔》主持人倪敏然每集飾演不同角色擔任來賓，施思夫人經常被來賓逗到笑場。
- 1987年，施思接拍電影《林投姐》，為其演藝生涯息影前最後一部電影。
- 1988年，施思拍攝完紀念已故中華民國總統蔣經國的兩檔單元劇後便息影。[5]
- 1988年，施思與鴻源機構負責人沈長聲結婚，婚後不久鴻源案爆發；施思不堪輿論壓力而避走他鄉26年，1992年與沈長聲離婚。2015年8月27日，施思隱身26年後首度接受《聯合報》專訪，以業力、孽緣形容這段婚姻，並說離婚後未與沈長聲見面、也未拿沈長聲半分錢[6]。
- 施思息影之後，多年來往返於台灣、香港與中國大陸，以居士身分受邀佛學演講。
- 2013年10月5日，施思受邀至台北市南海普陀山慧濟寺佛學演講，演講主題為〈淨土法門的殊勝〉。

## 個人軼事
- 施思小時原名雷小秋，民國54年（1965）7月2日畢業於宋屋國民學校（第29屆）[7]，同年八月考入省立桃中初中部就讀，後改名雷秋施。1968年畢業於省立桃中初中部[8]。同年考入省立桃中高中部。後因考入邵氏電影公司，前往香港發展而中斷學業。
- 早在1978年，施思便是台北華嚴蓮社成一法師之皈依弟子，而法鼓山聖嚴法師為其依止師。
- 施思在大銀幕裡合作最多、也是當時邵氏影業的兩位巨星，是姜大衛與狄龍。
- 在大銀幕中，施思與白彪合作的《連城訣》是較早期的連城訣電影版本，其淒美催淚、生死相許的愛情故事令讀者與影迷掬一把淚。
- 施思與汪禹合作的《笑傲江湖》，是最早版本的笑傲江湖。其後有八個版本的電影或電視劇的笑傲江湖陸續推出過。
- 施思與爾冬陞的合作早在1977年的作品《白玉老虎》，但有趣的是當時的戲分卻讓兩人緣慳一面。一直到1985年雙雙來台合作中視的周日八點檔武俠劇《飛燕驚龍》才有交集。[9]
- 《飛燕驚龍》在當時播出造成轟動，施思在戲中因其明朝落難公主之姿，行走江湖時以女扮男裝掩人耳目，男裝造型時化名朱白衣，舉手投足間，儼然就是皇族血統、十足貴氣逼人，一襲白衣、摺扇翩翩、英華內斂、俊逸出塵，加上舞蹈底子深厚，武打動作如行雲流水，深受觀眾喜愛，後期更因如此而幾乎都以男裝造型現身。
- 《飛燕驚龍》在台灣上映後，又在韓國造成轟動[10]；1990年代初期在中國上映，亦蔚為風潮。

## 演出作品

### 電影
- 1970年：邵氏《血符門》飾 江上青
- 1971年：邵氏《鍾馗娘子》飾 少女俠翠屏
- 1971年：邵氏《血灑天牢》飾 白鴨兒
- 1972年：邵氏《黑店》飾 小鍾馗張彩萍
- 1972年：邵氏《小毒龍》飾 小毒龍李寶珠
- 1972年：邵氏《霹靂拳》飾 紅蝴蝶鐵妹
- 1972年：邵氏《群英會》飾 陳英英
- 1973年：邵氏《土匪》飾 林曉紅
- 1973年：邵氏《龍虎會風雲》飾 孟紅
- 1973年：邵氏《七十二家房客》飾 學生
- 1973年：邵氏《牛鬼蛇神》飾 施思
- 1974年：邵氏《太極拳》飾 楊珍
- 1974年：邵氏《香港七三》飾 老師
- 1974年：邵氏《七金屍》飾 Mai Kwei
- 1974年：邵氏《四王一后》飾 Suzy
- 1974年：邵氏《小孩與狗》
- 1974年：邵氏《亡命天涯》飾 施小姐
- 1975年：邵氏《逃亡》飾 唐麗
- 1975年：邵氏《女捕快》飾 冷如霜
- 1975年：邵氏《馬可波羅》飾 汪蓉
- 1975年：中影《牡丹淚》飾 端彩
- 1975年：邵氏《新啼笑姻緣》飾 官秀珠
- 1975年：邵氏《嬉笑怒駡》飾 接線生
- 1975年：邵氏《神女蕩婦綽頭王》
- 1976年：邵氏《香港奇案》飾 珍妮
- 1976年：邵氏《少林寺》飾 顏詠春
- 1976年：邵氏《伴游小姐》
- 1977年：邵氏《海軍突擊隊》飾 翠霞
- 1977年：邵氏《白玉老虎》飾 唐羽
- 1977年：邵氏《明月刀雪夜殲仇》飾 馬芳鈴
- 1978年：邵氏《冷血十三鷹》飾 小鳳
- 1978年：邵氏《笑傲江湖》飾 任盈盈
- 1978年：邵氏《清宮大刺殺》飾 納蘭
- 1978年：邵氏《陸小鳳傳奇之繡花大盜》飾 江輕霞
- 1978年：邵氏《第三把飛刀》飾 火鳳凰
- 1979年：邵氏《風流斷劍小小刀》飾 柳銀絮
- 1979年：邵氏《斷劍無情》飾 韓冰
- 1980年：邵氏《俠骨英雄傳》飾 水蓮格格
- 1980年：邵氏《連城訣》飾 凌霜華
- 1980年：《玄機》
- 1980年：《人在江湖》飾 高若雪
- 1980年：《金劍殘骨令》飾 毛冰
- 1980年：《英雄》
- 1980年：《刺客列傳》飾 燕娘
- 1980年：《賭王鬥千王》飾 沙又千(八姑娘)
- 1980年：《二等兵》
- 1980年：《風流殘劍雪無痕》飾 黃君
- 1981年：《戒賭》飾 黎佩玲
- 1981年：《王牌大老千》飾 盈盈
- 1981年：《功夫皇帝》飾 蘭姑
- 1982年：《動員令》飾 梁太太
- 1982年：《水月十三刀》飾 小楓
- 1982年：《龍女下凡》飾 含煙
- 1982年：《超級金光黨》
- 1982年：《上海灘龍虎鬥》飾 楊秋燕
- 1983年：《賭王鬥千王》續集
- 1983年：《邪花劫》飾 方雅倫(Joyce)
- 1983年：《中國法術》飾 少英
- 1988年：《林投姐》飾 柳素雲

### 電視劇
- 1983年：中視家庭劇場《愛之旅》(13集) 飾 于思敏
- 1984年：華視金玉劇坊《順治帝與董小宛》(2集) 飾 董小宛
- 1985年：中視創作劇坊《斜陽外》(15集) 飾 碧芬
- 1985年：中視週日八點檔武俠劇《飛燕驚龍》(18集) 飾 朱若蘭/朱白衣(蘭黛公主)
- 1985年：中視創作劇坊《有些愛情叫作愛》飾 唐明媛
- 1986年：中視八點檔連續劇《迷情》(34集) 飾 殷若嵐
- 1987年：中視八點檔連續劇《珍珠傳奇》(32集) 飾 沈珍珠(唐代宗睿真皇后)
- 1988年：紀念蔣經國逝世特別節目 中視週日八點檔《女中豪傑花木蘭》(5集) 飾 花木蘭
- 1988年：紀念蔣經國逝世特別節目 中視迷你八點檔單元劇《在每一分鐘的時光中》(2集) 飾 古心梅

## 外部連結
- Szu Shih在香港影庫上的簡介
- Szu Shih在互联网电影资料库（IMDb）上的資料（英文）